# 管崇
管崇（？？—613年），隋末农民起义军首领。晋陵郡(今江苏常州)人，隐居常熟（今江苏常熟）。大业九年(613年)，率众起义，遣其将陆顗渡江，夜袭屯兵扬子的隋将赵六儿部，破其两营，缴获大批军械装备。后与朱燮共推刘元进为主，进据吴郡(今江苏苏州)，其受众达十万人，始任尚书仆射。又与朱燮部驻屯毗陵(今江苏常州)，连营百里。最后为隋将吐万绪所破，退守黄山（今江苏苏州境），战死军中。